# Planetary (komiks)
Planetary je americká komiksová série napsána Warrenem Ellisem a ilustrována Johnem Cassadayem. V USA byl komiks vydán nakladatelstvím DC Comics přostřednictvím svého imprintu WildStorm. Po preview sešitu vydaném v září roku 1998, bylo od dubna roku 1999 do října roku 2009 vydáno celkem 27 sešitů.

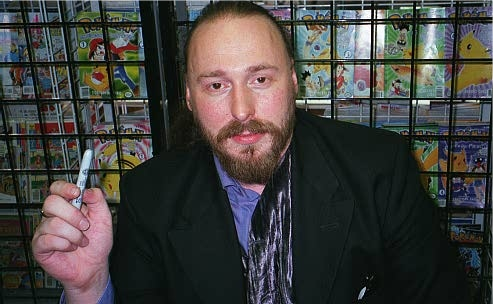
Spisovatel Warren Ellis

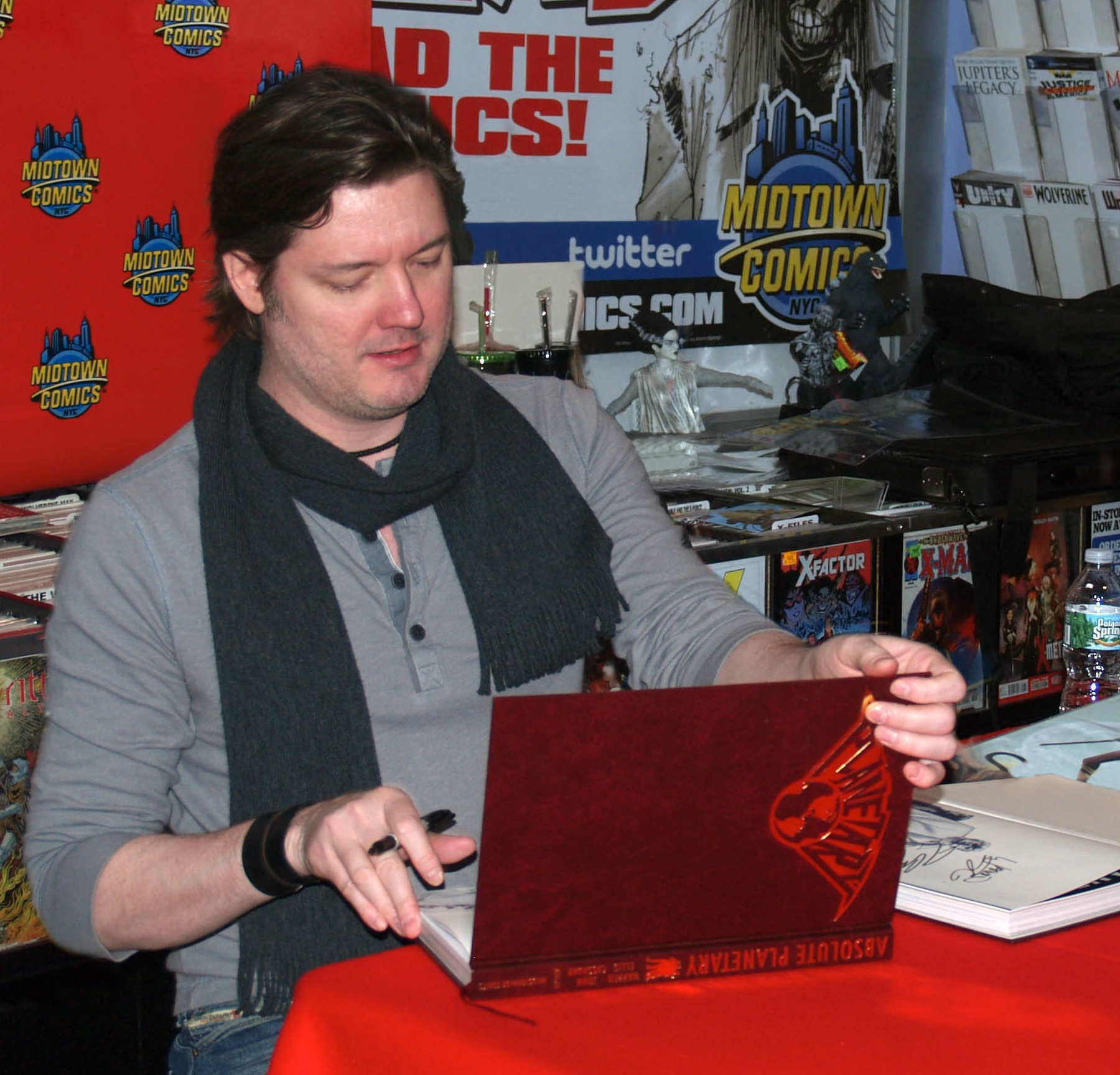
John Cassaday podepisující hardcover Planetary

## Česká vydání

### Knihy
V České republice vydalo komiksové knihy nakladatelství BB/art.
- Planetary #01: Do všech koutů světa a jiné povídky (Vol.1: All Over the World and Other Stories - Preview, #1-6, 2001)
- Planetary #02: Čtvrtý muž (Vol.2: The Fourth Man - #7-12, 2001)

### Sešity
- (v CREW² #08) Planetary: Mrtví střelci (Planetary #3 - Dead Gunfighters, 1999)